# Данило Медаковић
Данило Медаковић (Зрмања, 26. јануар 1819 — Загреб, 5. новембар 1881) био је српски историчар, публициста, штампар и издавач. Био је секретар кнеза Михаила и кнеза Милоша Обреновића у Бечу. Од 29. јула 1864. године био је дописни члан Српског ученог друштва.

## Биографија
Данило је име добио из православног календара, по Св. пророку Данилу, јер је рођен на тај дан. Био је син трговца Михајла Медаковића, који се често бавио у Карловцу и учествовао у јавном и културном животу, био пренумерант књига. Основну школу завршио је у Грачацу, гимназију у Задру (1838) - све на немачком језику.
Након школовања долази 1840. године у Кнежевину Србију, где се запослио као кнежев чиновник у Крагујевцу. Био је првобитно и домаћи учитељ и пратилац Милошевој деци - кнежевићима. Са кнезом Милошем је прешао у Аустрију и постао његов секретар. Захваљујући материјалној помоћи кнеза Милоша завршио је права у Бечу и историју на Филозофском факултету у Берлину. Докторирао је историју (филозофију) 1847. године у Берлину.
По повратку из Немачке позајмио је новац од Јеврема Обреновића и отворио штампарију у Новом Саду 1847. године. У Медаковићевој штампарији прво је штампан лист "Вјесник" Константина Богдановића, који дотад излазио у Пешти.
Због проблема (са властима) са радом у Новом Саду пренео је тајно штампарију (половину) 1848. године у Карловце. Остатак штампарије и словоливница новосадске разграбљени су 12. јуна 1849. године. Власник куће у којој је била штампарија сапунџија Јован Јефтић је мало тога успео да спасе. Основао је Данило и био први председник Друштва српског напретка у Сремским Карловцима. Ово друштво му је помогло да покрене лист Напредак (14.новембра 1848). То је био први лист који је штампан Вуковим правописом. У уверењу да су новине најбоље средство да виде „чега се треба чувати, за чим ваља ићи и шта уобште радити ваља“, Медаковић и његови пријатељи поставили су пред себе задатак да се боре за слободу, независност и уједињење српског народа у засебној и самосталној држави. Медаковић је у Напретку без околишења констатовао да су Срби узалуд лили крв за одбрану Аустрије и заштиту царских интереса, и да треба да војују против свих „душмана Словенства“, а „за народ, слободу и краља народног“. Када се критички оборио на српско Правитељство (владу), тај број новина му је заплењен.

## Делатност
У својој штампарији штампао је велики број књижевних дела значајних за српску културу: сабрана дела Доситеја Обрадовића у 10 књига, Даничићев превод Мурављевих Писма о служби божјој, први део Петрановићеве Историје књижевности. Издавао је календаре Годишњак и Ласта а после забране Напретка часопис Јужна пчела (1851 — 1852), књижевни додатак Седмица (1852—1858) и Напредак (1848 — 1864). Године 1858. је штампао Школски лист, први српски педагошки часопис. Када је Јужна пчела насилно угушена, Данило Медаковић је остао без посла у својој штампарији и поднео је захтев новом гувернеру Јохану Коронинију да издаје политички лист под именом Србски дневник Уплатио је кауцију од 2.500 форинти и добио дозволу: 3. јула 1852. изашао је први број, а убрзо и књижевни додатак Седмица, за коју је речено да је „дала крила српској белетристици“. Као тумач српске национално-политичке мисли, Србски дневник постао је најзначајнији и најчитанији лист у Српству тога доба и стекао велику популарност у народу, а власти су га због смелог писања у корист српских интереса плениле и забрањивале. Заморен од непрестане борбе, Медаковић се после седам година повукао, уредништво препустио 1859. Јовану Ђорђевићу, а штампарију (печатњу) с брзотиском продао епископу Платону Атанацковићу.
Био је саиздавач листа Позорник Војводства Србије а краће време и уредник Вестника. Медаковић је помагао бугарску емиграцију у њеним националним стремљењима, а како се радило о пропаганди која је негирала све српско на југу, то је ишло на штету српским националним интересима. Данило је био 1857. године издавач, одговорни уредник и штампач, њиховог листа Българска дневица. Уз тај лист Медаковић "издаје и одговара" и за бугарски часопис као додатак "за науку и забаву" - Дунавскиј Лебед (лабуд), који се појавио исте 1857. године такође у Новом Саду. Изабран је за дописног члана Друштва српске словесности. У Београду је 1860. године био професор Лицеја. Поред уредничко-издавачког рада бавио се и књижевношћу и проучавањем историје. У проучавању историје значајна му је књига Повјесница србског народа од најстаријих времена до 1850. године (1-4, Нови Сад, 1851 — 1852).
Била је то славна, образована и предузетна породица Медаковић, чији су припадници чинили друштвену елиту, у срединама у којима су деловали. Данилом брат био је Милорад Медаковић (1824—1897), син Богдан Медаковић (1852—1923), а праунук Дејан Медаковић (1922—2008).